# Ahmed Boustila
Ahmed Boustila est né le 8 avril 1944 à Aïn M’lila dans la Wilaya de Oum El Bouaghi. Il est commandant de la Gendarmerie nationale algérienne de février 2000 à septembre 2015. Il est mort à Paris en octobre 2018.

## Biographie
Ahmed Boustila est né le 8 avril 1944 à Aïn M’lila dans la Wilaya de Oum El Bouaghi. L'essentiel de sa carrière militaire s'est effectuée au sein de la Gendarmerie nationale algérienne.
Le 24 février 2000, le général Ahmed Boustila est nommé commandant de la gendarmerie nationale par Abdelaziz Bouteflika, il remplace à ce poste le général major Tayeb Derradji. 
Sous son commandement, la gendarmerie algérienne est mise en cause dans la gestion des évènements de 2001 en Kabylie, lors du Printemps noir, où 126 manifestants sont tués,. De même pour des allégations de tortures sur des jeunes de T'Kout dans les Aurès.
À la suite de la mort le 23 septembre 2014 du Français Hervé Gourdel, décapité par des « Soldats du califat », un groupuscule djihadiste algérien ayant prêté allégeance à l'État islamique, Ahmed Boustila décide que la sécurité des touristes sera à l'avenir une priorité. Il s'engage par ailleurs à traquer les terroristes sur l'ensemble du territoire algérien. 
Le chef de l'état Abdelaziz Bouteflika le nomme  général de corps d'armée en juillet 2015. Puis, après 15 ans à la tête de la Gendarmerie algérienne, Ahmed Boustila est mis mis à la retraite en septembre 2015. Selon Le Monde, il était, avec le général Toufik, un des derniers Janviéristes au pouvoir. C'est le général major Menad Nouba qui le remplace au poste de commandant de la gendarmerie,.
Ahmed Bousteila meurt de maladie le 14 octobre 2018, à Paris, à l’âge de 74 ans. Il est enterré au cimetière de Ben Aknoun, en présence notamment de l’ancien Premier ministre Abdelmalek Sellal et du frère du président, Saïd Bouteflika.